# Bolos asturianos

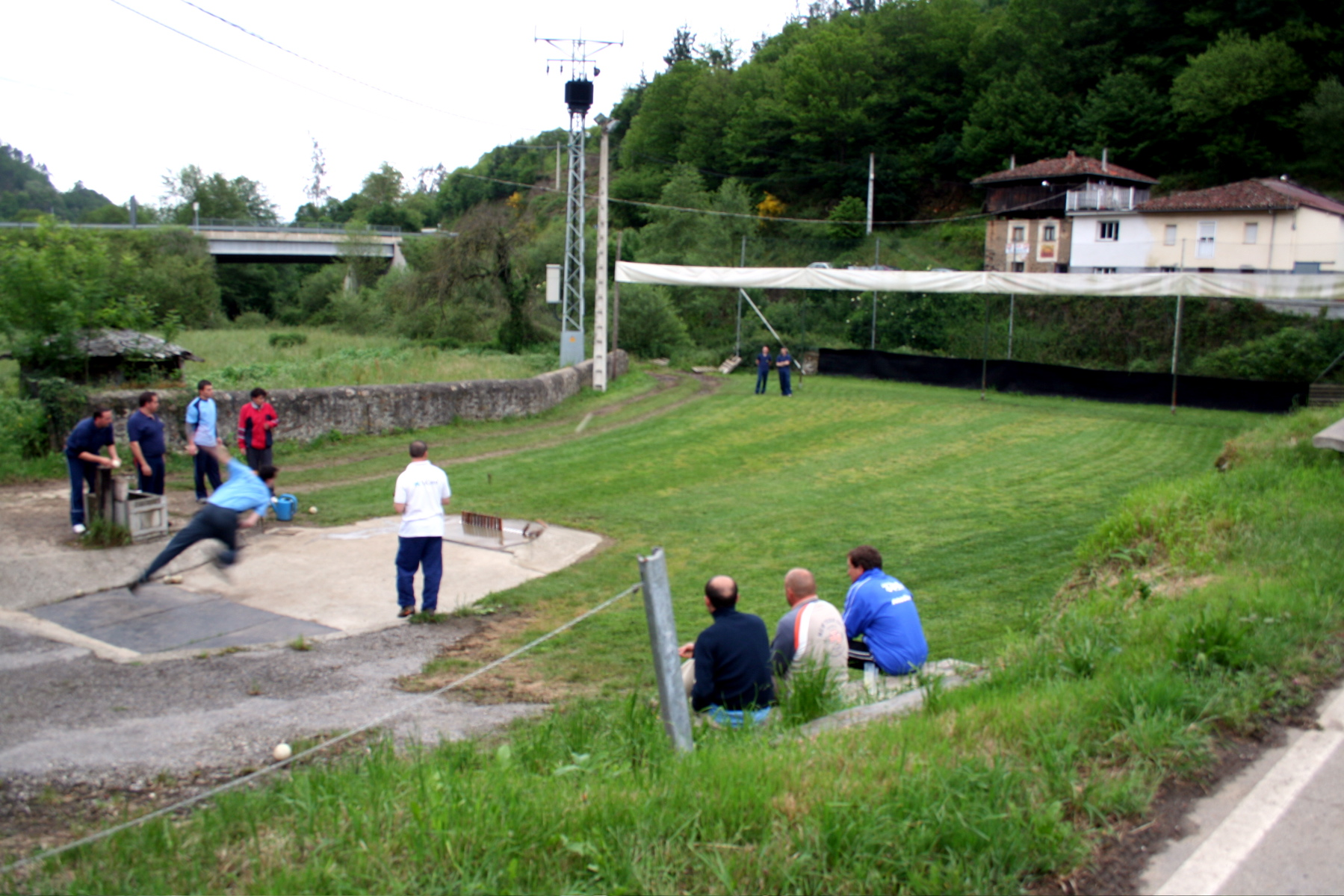
Bolos de Tineo. Campo de Bárcena del Monasterio.

Los bolos asturianos son una modalidad tradicional del juego de los bolos.

## Origen
Su origen es controvertido. Según unas hipótesis el origen de los bolos era una preparación de los hombres para la guerra. Con esta práctica se adiestraba la puntería, el pulso y desarrollaba la musculatura. Otros hablan de un juego simplemente para pasar el tiempo y como método de diversión.
Las hipótesis más plausible sobre su incierto origen, sería la que apunta a los peregrinos que cruzaban Asturias siguiendo el Camino de Santiago. Los peregrinos habrían compartido y transmitido este juego a los astures. Así, con este ir y venir de peregrinos, entraría esta tradición en Asturias.
Durante el siglo XIX y principios del XX los bolos se convirtieron en la actividad lúdica más extendida en la comunidad.
Las referencias de juegos de bolos son frecuentes en culturas como la egipcia, la Grecia Clásica o Roma. En el territorio astur, Estrabón cita entre las diversiones de sus pobladores la de lanzar tueros. Aun así es difícil establecer una relación directa entre estos juegos y los bolos actuales, cuanto y más que hay testimonios de juegos parecidos en culturas bien alejadas como la de Malasia o la América precolombina. 
Estudiosos como Gerardo Ruiz Alonso, que cita al cántabro Julio Braun Trueba, consideran probable que las modalidades actuales practicadas en la zona cántabro-astur son el resultado de la asimilación de juegos franceses, ellos mismos influidos por los juegos alemanes. Estos juegos llegaron a Asturias a través del Camino de Santiago, pasando por Navarra y Castilla y León. 
La importancia de los bolos en la cultura tradicional asturiana se hace patente en las leyendas de las ayalgas, de las xanes en las cuales se mencionan bolos de oro. Estas creencias explican que muchos túmulos reciben el nombre de El Xuegu bolos (Tresmonte, Las Regueras) o la Boleruca de los Moros (Monte Sueve, Colunga). En otros casos, nombres como La Bolera (El Condado, Laviana o El Tozu,Campo de Caso) hacen referencia simplemente al lugar dónde se hallaba la bolera del pueblo.
La primera noticia de los bolos en Asturias, una de las más antiguas de España, se remonta a 1495. Se trata de la querella presentada por Alonso de Quintanilla, Contador Mayor de los Reyes Católicos contra Nuño Bernaldo de Quirós por estropearle el escudo de armas en el transcurso de una partida de bolos que se jugó en el campo de San Francisco de Oviedo el día de la fiesta del corpus. Gracias a este documento histórico, conservado en el archivo de Simancas, sabemos que los bolos reciben el nombre de byrlos, que era un juego bastante popular y que eran frecuentes las apuestes de vino o cabritos.
En el siglo XVIII, según el testimonio de Jovellanos, en la mayoría de los pueblos y lugares de Asturias hay siempre una bolera que es el sitio en donde se reúnen y juegan los vecinos. 
La popularidad del juego en Asturias se ve también reflejada en menciones frecuentes de la prensa de los siglos XIX y XX y en abundantes referencias literarias. Así las partidas de bolos aparecen en obras de autores que trataron temes asturianos como Armando Palacio Valdés (La Aldea perdida), Pachín de Melás (Les Veyures de Pinón, 1909), Francisco González Prieto (La vida asturiana e'nun cientu de sonetos, 1921) Alfonso Camín (La danza prima y nuevos poemas, 1954), Alejandro Casona (La casa de los siete balcones, 1957). 
La popularidad del juego en los primeros años del siglo XX hizo que se llegara a crear una Federación asturiana de bolos, desaparecida con la Guerra Civil. Tras de la guerra volvieron a organizar concursos. En el año 1962 se restableció la Federación Asturiana de Bolos y se organizaron campeonatos federados. Lamentablemente, fenómenos como la emigración rural, la competencia con nuevas diversiones como el fútbol llevaron a una cierta decadencia de los bolos. Aunque las modalidades más populares (cuatriada, birle) resistieron bien, otras como los bolinos, el cuatrín de Cuideru quedaron en desuso.
En los años 80, y 90 del siglo XX, con el repunte del interés por la cultura tradicional que trajo consigo el proceso autonómico, asistimos a una cierta recuperación de los bolos. De esta forma se celebran campeonatos y torneos y los bolos son un deporte bastante popular con una amplia cantera de jugadores en las principales variedades (cuatriada, birle, batiente y Bolo celta).

## Modalidades
A lo largo de la geografía asturiana existen diversas modalidades de juego. Estas diferentes formas de juego se diferencian en las distancias del lanzamiento, la existencia de un segundo lugar de lanzamiento en otra posición, la existencia de rayas para indicar por dónde debe pasar la bola o la presencia de un bolo especial de menor tamaño con mayor puntuación.
Los tamaños de los bolos y las bolas también son diferentes.
Así podemos destacar:
- Modalidades federadas
  - Cuatreada: Zona centro-oriental de Asturias.
  - Birle o bolo palma: zona oriental de Asturias y Cantabria.
  - Bolo batiente o batiente rodáu : zona centro-occidental de Asturias (predomina en la costa)
  - Bolos de Tineo o Bolo celta.

- Otras modalidades
  - Bolos de Saliencia
  - Bolos de Cangas del Narcea o bolo Vaqueiro.
  - Bolos de la cuenca del Navia
  - Pasadiez o Bolo de Somiedu
  - Bolos rodaos
  - Bolos de L.luarca
  - Cuatrín d’Agones (Pravia)
  - Cuatrín pixuetu
  - Bolinos (Cuideiru).
  - Cuarta de Degaña
  - DexaBolo